# Gymnophthalmus lineatus
Gymnophthalmus lineatus là một loài thằn lằn trong họ Gymnophthalmidae. Loài này được Linnaeus mô tả khoa học đầu tiên năm 1758.